# Corkin Cherubini
Corkin Cherubini (nacido el 25 de abril de 1944) es un educador, músico y escritor estadounidense. Es mejor conocido por sus esfuerzos para abordar las violaciones de derechos civiles en el pequeño distrito escolar del sur donde era superintendente escolar. Sus esfuerzos fueron reconocidos a nivel nacional, destacando un problema en los distritos escolares, a nivel nacional. Recibió el Premio Perfil en Coraje John F. Kennedy en 1996.

## Biografía

### Juventud
Corkin Cherubini pasó su juventud en Portland, Oregon y luego en Worcester, Massachusetts. Pasó la mayor parte de su escuela intermedia y secundaria en el sur de Nueva Jersey. Se graduó de Vineland High School en 1962.
Cherubini asistió a la Universidad de Troy en el otoño de 1962 y se graduó con especialización en literatura inglesa, historia y estética en las artes en 1967. Completó sus estudios para obtener una maestría en educación televisiva en la Universidad de Virginia y su doctorado. en liderazgo educativo en la Universidad de Auburn. En 1986, recibió una beca del National Endowment for the Humanities para estudiar Hamlet de William Shakespeare en la Universidad de Harvard.

### Carrera
En 1992, Cherubini fue elegido superintendente escolar del condado de Calhoun, distrito escolar de Georgia, Georgia, donde enseñó durante veintidós años.
Como superintendente escolar, Cherubini pudo investigar el "seguimiento racial" de los estudiantes desde el jardín de infantes hasta la escuela secundaria. Encontró que no se utilizaban criterios confiables para la colocación en el jardín de infantes y que la composición de los dos niveles más bajos de aprendizaje en el jardín de infantes permanecía prácticamente sin cambios durante la escuela primaria y la escuela secundaria. Esta práctica aseguró automáticamente que los niños de niveles inferiores, principalmente niños de color, estuvieran destinados a niveles no académicos en la escuela secundaria.
El plan inicial de Cherubini era equilibrar la composición de las clases, empezando por el jardín de infancia. Cada año, un nivel adicional presentaría una composición de clases más equilibrada. Sin embargo, la protesta pública requirió medidas más estrictas, y Cherubini recurrió al Departamento de Educación y a la Oficina de Derechos Civiles en busca de ayuda.
A finales de 1994, la Oficina de Derechos Civiles y Miami Equity Associates, una rama del Southeastern Desegregation Center, financiado con fondos federales, concluyeron que ni los resultados de los exámenes, ni las calificaciones ni las evaluaciones de los maestros no se utilizaban en la colocación de los estudiantes., lo que fue una violación de la Ley de Derechos Civiles de 1964. Como resultado, se abandonó el modelo de seguimiento de cuatro niveles del sistema de Cherubini. La financiación del Departamento de Educación de EE. UU. permitió que el sistema capacitara a los maestros para que pudieran enseñar de manera efectiva a una clase de niños con muchos niveles de habilidad·.
La lucha de Cherubini reflejó un debate nacional sobre el monitoreo y las dificultades de cambiar esta cultura. La determinación de Cherubini de garantizar que todos los estudiantes de su sistema escolar tuvieran igualdad de oportunidades educativas puso de relieve un problema generalizado, no sólo en el Sur, sino en todo Estados Unidos. Los esfuerzos de Cherubini provocaron un cambio a nivel nacional.

### Recompensas
En 1996, Cherubini recibió el Premio Perfil en Coraje John F. Kennedy. Fue el séptimo ganador y el primer político local en recibir este premio. Ha sido elogiado por su valentía y liderazgo en su trabajo por una educación de calidad para los niños.
Cuando se le preguntó si seguiría el mismo curso de acción o un camino más seguro, Cherubini respondió: “No hay una sola acción que cambiaría. Como principal defensor de los niños de mi condado, he tomado cuidadosamente todas las decisiones para el bienestar y la mejora de estos niños, y debo seguir un camino similar aunque las consecuencias serían mucho más desalentadoras. »
Cherubini se jubiló en 1997. Desde entonces, ha escrito y publicado dos libros, "Gang Stalking: The Threat to Humanity" sobre el acoso en grupo y "Suzanne: Targeted for Death" sobre un individuo objetivo. También escribió, interpretó y produjo dos CD de música de protesta política, "Indigo After Rain" (2008) y "Back to Boheme" de 2009.

## Publicaciones
Ensayo
- Global Thuggery: Insights on Control by Terror, Torture, and Targeting of American Citizens, 2020.

Autobiografía
- « Gang Stalking: The Threat to Humanity », 2014, ISBN 9781500422936.

Novela
- « Suzanne: Targeted for Death », 2015, ISBN 978-1517101350.

Spoken word
- « Indigo After Rain » (2008)
- « Back to Boheme » (2009)